# وحدة فرعية ألفا Gq
الوحدة الفرعية ألفا q الخاصة بالبروتين ج (بالإنجليزية: Gq alpha subunit)‏ هي عائلة من وحدات ألفا الخاصة بالبروتين ج الثلاثي المتغاير. تسمى هذه العائلة كذلك بعائلة Gq/11 (Gq/G11) أو عائلة Gq/11/14/15 كي تتضمن أعضاء عائلة ذات صلة قريبة، ويرمز إليها بالرمز Gq ألفا، Gαq أو Gqα. يرتبط بروتين Gq بالمستقبلات المقترنة بالبروتين ج لتنشيط إنزيمات النوع بيتا من فوسفوليباز C (PLC-β). بدوره يقوم PLC-β بحلمأة فسفاتيديل إينوزيتول 5، 4-ثنائي الفوسفات (PIP2) إلى ثنائي الغليسيريد (DAG) وإينوزيتول ثلاثي الفسفات (IP3). يعمل الإينوزيتول ثلاثي الفسفات كرسول ثانٍ لتحرير الكالسيوم المخزن إلى السيتوبلازم، في حين يعمل ثنائي الغليسريد كرسول ثانٍ منشط لكيناز البروتين C ‏ (PKC).

## الوظيفة
الوظيفة العامة لـGq هي تنشيط مسارات تأشير داخل خلوية استجابة لتنشيط مسقبلات سطح الخلية المقترنة بالبروتين ج (GPCRs). تعمل هذه الأخيرة كجزء من النظام ثلاثي المكونات مستقبل-محول-مؤثر. المحول في هذا النظام هو بروتين ج الثلاثي المتغاير المتكون من ثلاث وحدات فرعية: وحدة ألفا ج مثل Gqα ومركب مكون من بروتينين مرتبطين بإحكام يسميان: الوحدة الفرعية بيتا ج وغاما ج (مركب بيتا-غاما ج). حين لا يكون هنالك تنبيه، تكون الوحدة الفرعية ألفا مرتبطة بثنائي فوسفات الغوانوزين GDP وبمركب Gβγ لتكوين بروتين ج ثلاثي القسمات غير النشط. وحين يرتبط المستقبل بربيطة منشطة خارج الخلية ( كهرمون أو ناقل عصبي)، يعمل المستقبل النشط كعامل تبديل نوكليوتيد الغوانين لتعزيز تحرير الـGDP وارتباط الـGTP بالوحدة الفرعية ألفا وهذا يؤدي إلى تفكك الوحدة الفرعية ألفا المرتبطة بـGTP عن مركب Gβγ. بعد تفككهما تمضي الوحدة ألفا الحرة والمركب بيتا-غاما إلى تنشيط إنزيمات التأشير مع المسار الخاصة بهما.
جميع البروتينات Gq/11/14/15 تنشط النوع بيتا من الفوسفوليباز C ‏(PLC-β) للتأشير عبر مسارات التأشير الخاصة بالكالسيوم وكيناز البروتين سي. يقص PLC-β لبيد فوسفوري خاص في الغشاء البلازمي هو فسفاتيديل إينوزيتول 5، 4-ثنائي الفوسفات (PIP2) إلى ثنائي الغليسيريد (DAG) وإينوزيتول ثلاثي الفسفات (IP3). يبقى ثنائي الغليسريد مرتبطا بالغشاء ويُحرر إينوزيتول ثلاثي الفسفات كجزيء ذوّاب في السيتوبلازم. ينتشر IP3 ليرتبط بمستقبلات IP3، وقنوات كالسيوم مختصة في الشبكة الإندوبلازمية. هذه القنوات خاصة بالكالسيوم ولا تسمح سوى بعبور الكالسيوم من الشبكة الإندوبلازمية إلى السيتوبلازم. بما أن الخلايا تعزل الكالسيوم بشكل نشط في الشبكة الإندوبلازمية لإبقاء مستويات السيتوبلازم منه منخفضة، يسبب هذا التحرير زيادةً في تركيز الكالسيوم في السيتوبلازم ويُحدِث تسلسلا من التغيرات داخل الخلوية مثل نشاط البروتينات المرتبطة بالكالسيوم والعمليات الحساسة للكالسيوم.
يعمل ثنائي الغليسريد مع الكالسيوم المحرر لتنشيط نظائر محددة من كيناز البروتين سي التي تقوم بفسفرة جزيئات أخرى، وهذا يؤدي إلى نشاط خلوي معدل بشكل أكبر.